# Wimbledon Football Club
El Wimbledon Football Club va ser un club de futbol del suburbi de Wimbledon al sud-oest de Londres, Anglaterra. El club va desaparèixer el juny de 2004, i és traslladat i rebatejat com a Milton Keynes Dons Football Club. En resposta, els aficionats van crear l'AFC Wimbledon el setembre de 2003.
Entre 1999 i 2001, el Wimbledon F.C. va ser patrocinat per Tiny Computers.

## Palmarès

### Torneigs nacionals
- FA Cup (1): 1987–88
- Football League Fourth Division (1): 1982–83
- Southern Football League (3): 1974–75, 1975–76, 1976–77
- Isthmian League (8): 1930–31, 1931–32, 1934–35, 1935–36, 1958–59, 1961–62, 1962–63, 1963–64